# مستند درام

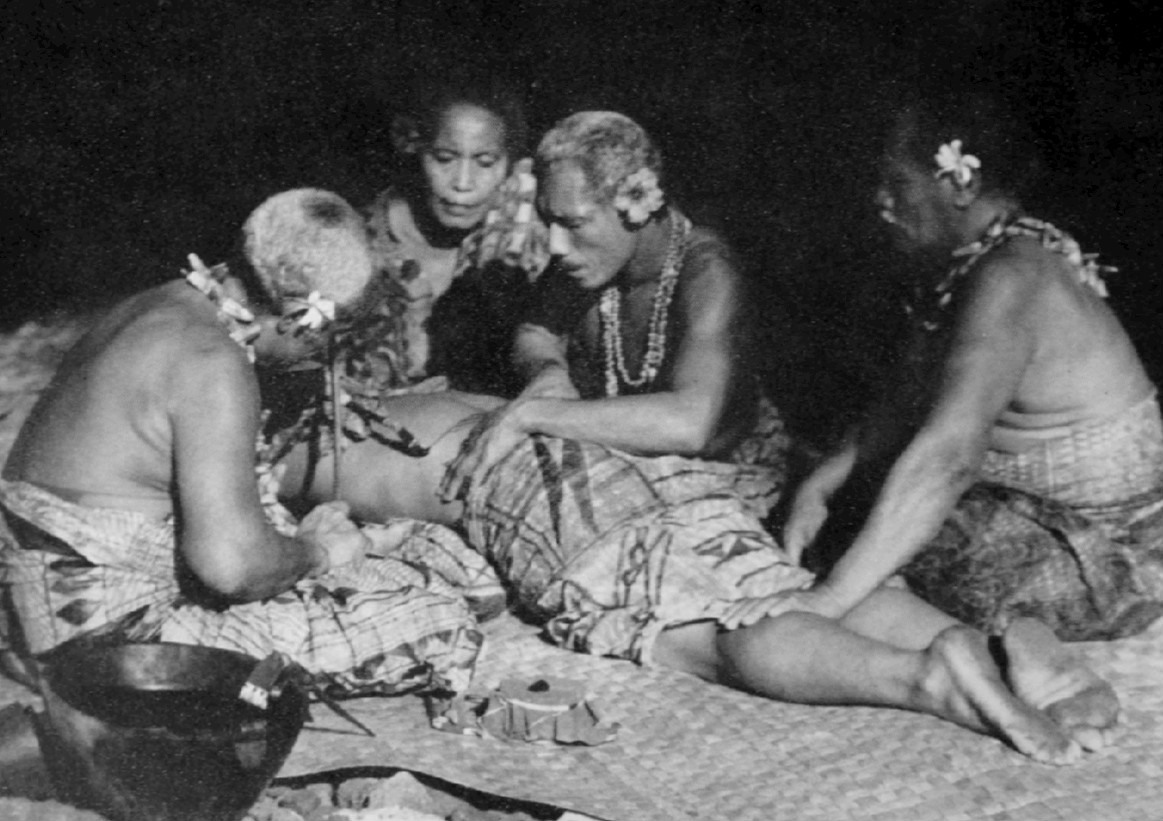
یک صحنه از مستند درام

مستند درام (به انگلیسی: Docudrama) در برنامه‌های رادیویی و تلویزیونی، فیلم های سینمایی و صحنه تئاتر، به داستان یا موقعیت هایی  گفته می‌شود که برگرفته از داستان‌های واقعی امروزی یا تاریخی باشند و به نوعی دراماتیزه شده باشند. یک مستند درام می‌تواند یک فیلم، نوشته یا یک تئاتر باشد.
نویسنده یا کارگردان در اینگونه داستان‌ها می‌کوشد تا داستان های حقیقی را با چسباندن به جزئیات محیطی تا جایی که اختیارات دراماتیک اجازه می‌دهد، یا شکافی در سابقه تاریخی موجود باشد، به شیوه ای دراماتیک بیان کند.